# Wild Sumac
Wild Sumac er en amerikansk stumfilm fra 1917 af William V. Mong.

## Medvirkende
- Margery Wilson som Wild Sumac
- Ed Brady som John Lewisa
- Frank Brownlee som Lupin
- Wilbur Higby som Armand du Fere
- Ray Jackson som Pierre du Fere